# Coregonus nasus
Coregonus nasus là một loài thuộc chi Cá hồi trắng, họ Cá hồi.
Loài này được tìm thấy trong các con suối, hồ và sông ngòi ở miền viễn đông Nga và Bắc Mỹ đổ vào Bắc Băng Dương. Thức ăn của nó bao gồm côn trùng ấu trùng, ốc, động vật có vỏ. Nó là thức ăn của người và gấu nâu.
Tên gọi thông dụng trong tiếng Anh là broad whitefish và trong tiếng Nga là чир (chir) hay щокур (shchokur).

## Từ nguyên
Tên khoa học của nó Coregonus bắt nguồn từ tiếng Hy Lạp kore = đồng tử + tiếng Hy Lạp gonia = góc và nasus chỉ hình dáng của mũi.

## Mô tả
Coregonus nasus là loài cá có hình dáng giống cá trích với thân dẹp hơn và đầu lồi hơn so với các họ hàng khác trong chi Coregonus. Nó là loài cá óng ánh nhiều màu, với lưng màu nâu ô liu sẫm tới đen, hai bên màu xám bạc, và phần bụng ánh trắng hay ánh vàng. Các đặc trưng phân biệt nó với các loài cùng chi là mức độ cắn quá mức vừa phải và 18–25 lược mang ngắn. Vây thường hơi xám ở cá trưởng thành, trong khi ở cá non thì nhạt hơn. Nó đạt chiều dài tối đa khoảng 61 xentimét (24 in) và cân nặng tối đa tới 16 kilôgam (35 lb).
Gai vây lưng: 0; tia mềm vây lưng: 10-13; gai vây hậu môn: 0; tia mềm vây hậu môn: 11 - 14; đốt sống: 60 - 65. Vây béo khá lớn; chồi nách có ở vây chậu.

## Phân bố và môi trường sống
Coregonus nasus được tìm thấy ở các lưu vực sông ngòi đổ vào Bắc Băng Dương ở miền bắc đại lục Á Âu và Bắc Mỹ, từ sông Pechora tới sông Perry. Chủ yếu sinh sống trong các con suối, nhưng cũng tìm thấy trong các con sông và hồ cũng như khu vực cửa sông với độ mặn dưới 9-15 ‰. Cá từ các quần thể nước ngọt đôi khi di cư tới hoặc qua những vùng nước mặn, đặc biệt là trong mùa đông. Nó là loài biển khơi gần bờ, nghĩa là được tìm thấy trong các vùng nước mở ven bờ. Trong khắp cả khu vực phân bố nó là phổ biến rộng và nhiều, và chưa thấy có mối đe dọa nào đã biết đối với sự sinh tồn của loài, mặc dù vẫn tiềm ẩn nguy cơ bị đe dọa do đánh bắt quá mức, phá hủy môi trường sống do khai thác dầu mỏ, sự thay đổi của các con sông. Nó có một số dạng khác biệt về mặt di truyền trong các lưu vực sông khác nhau. Nó được nuôi thả thành công tại Bỉ nhưng không thành công tại Latvia, Ukraina, Estonia, Trung Quốc. Người ta cũng từng đưa loài cá này vào khu vực Mining (Áo), nơi năm 2002 người ta từng đánh bắt được bằng cần câu máy.